# ريتشارد هال (ملاكم)
ريتشارد هال (بالإنجليزية: Richard Hall)‏ (25 أكتوبر 1971 بكينغستون في جامايكا - ) هو ملاكم جامايكي، صنّف ضمن فئة الوزن الثقيل الخفيف ‏ ووزن الكروزر (ملاكمة).

## إحصائيات
خاض خلال مسيرته 44 نزالا، فاز في 30 ولم يتعادل وخسر في 14. فاز بالضربة القاضية في 28 نزالا.

## روابط خارجية
- ريتشارد هال على موقع بوكس ريك (الإنجليزية) (registration required)